# 小行星8823
小行星8823（英語：8823）是一颗围绕太阳公转的小行星。1987年11月24日，S. W. McDonald在可可尼诺县发现了此天体。
这颗小行星的绝对星等为164.31396等。